# Survivor Series (1987)
O Survivor Series 1987 foi o primeiro evento anual de wrestling profissional em pay-per-view do Survivor Series, realizado pela World Wrestling Federation. O evento evento realizou-se no dia de Acção de Graças, a 26 de Novembro de 1987 no Richfield Coliseum em Richfield, Ohio.
O evento foi criado após a WrestleMania III, para aproveitar o sucesso do duelo Hulk Hogan vs André the Giant.

## Resultados
| Nº                                          | Resultados | Estipulações                                         | Tempo |
| ------------------------------------------- | --- | ---------------------------------------------------- | ----- |
| 1                                           | Randy Savage, Ricky Steamboat, Jake Roberts, Jim Duggan e Brutus Beefcake (com Miss Elizabeth) derrotaram The Honky Tonk Man, Danny Davis, Harley Race, Hercules e Ron Bass (com Jimmy Hart e Bobby Heenan)eliminações | Luta Survivor Series 5-contra-5 de eliminação        | 24:00 |
| 2                                           | The Fabulous Moolah, Rockin' Robin, Velvet McIntyre e as Jumping Bomb Angels (Itsuki Yamazaki e Noriyo Tateno) derrotaram Sensational Sherri, Donna Christanello, Dawn Marie e as Glamour Girls (Leilani Kai e Judy Martin) (com Jimmy Hart)eliminações | Luta Survivor Series 5-contra-5 de eliminação        | 20:00 |
| 3                                           | Strike Force (Tito Santana e Rick Martel), The Young Stallions (Paul Roma e Jim Powers), The Fabulous Rougeaus (Jacques e Raymond), The Killer Bees (Jim Brunzell e B. Brian Blair) e os British Bulldogs (Davey Boy Smith e Dynamite Kid) derrotaram The Hart Foundation (Bret Hart e Jim Neidhart), The Islanders (Haku e Tama), Demolition (Ax e Smash), The Bolsheviks (Nikolai Volkoff e Boris Zhukov) e The New Dream Team (Greg Valentine e Dino Bravo) (com Bobby Heenan, Jimmy Hart, Johnny V., Mr. Fuji e Slick)eliminações | Luta Survivor Series 5-contra-5 duplas de eliminação | 37:00 |
| 4                                           | André the Giant, One Man Gang, King Kong Bundy, Butch Reed e Rick Rude (com Bobby Heenan e Slick) derrotaram Hulk Hogan, Paul Orndorff, Don Muraco, Ken Patera e Bam Bam Bigelow (com Oliver Humperdink)eliminações | Luta Survivor Series 5-contra-5 de eliminação        | 22:00 |
| (c) – Refere-se aos campeões antes da luta. | |                                                      |       |

### Eliminações nas lutasSurvivor Series
↑1 
| Eliminação     | Lutador                                      | Eliminado por                                | Modo de eliminação                           | Tempo                                        |                                              |
| -------------- | -------------------------------------------- | -------------------------------------------- | -------------------------------------------- | -------------------------------------------- | -------------------------------------------- |
| 1              | Jim Duggan                                   | N/A                                          | Contagem                                     | 5:00                                         |                                              |
| 1              | Harley Race                                  | N/A                                          | Contagem                                     | 5:00                                         |                                              |
| 2              | Ron Bass                                     | Brutus Beefcake                              | Pinfall após um High Knee                    | 7:00                                         |                                              |
| 4              | Brutus Beefcake                              | The Honky Tonk Man                           | Pinfall após um Shake Rattle 'N' Roll        | 11:00                                        |                                              |
| 5              | Danny Davis                                  | Jake Roberts                                 | Pinfall após um DDT                          | 15:00                                        |                                              |
| 6              | Hercules                                     | Randy Savage                                 | Pinfall após um Savage Elbow                 | 21:00                                        |                                              |
| 7              | The Honky Tonk Man                           | N/A                                          | Contagem                                     | 24:00                                        |                                              |
| Sobreviventes: | Randy Savage, Jake Roberts e Ricky Steamboat | Randy Savage, Jake Roberts e Ricky Steamboat | Randy Savage, Jake Roberts e Ricky Steamboat | Randy Savage, Jake Roberts e Ricky Steamboat | Randy Savage, Jake Roberts e Ricky Steamboat |

↑2 
| Eliminação     | Lutador             | Eliminado por       | Modo de eliminação                         | Tempo               |                     |
| -------------- | ------------------- | ------------------- | ------------------------------------------ | ------------------- | ------------------- |
| 1              | Donna Christianello | Velvet McIntyre     | Pinfall                                    | 02:00               |                     |
| 2              | Dawn Marie          | Rockin' Robin       | Pinfall após um Running Crossbody          | 04:00               |                     |
| 3              | Rockin' Robin       | Sensational Sherri  | Pinfall após um Vertical Suplex            | 07:00               |                     |
| 4              | Fabulous Moolah     | Judy Martin         | Pinfall após um Clothesline duplo com Kai  | 11:00               |                     |
| 5              | Sensational Sherri  | Velvet McIntyre     | Pinfall                                    | 15:00               |                     |
| 6              | Velvet McIntyre     | Leilani Kai         | Pinfall Electric Chair Drop                | 17:00               |                     |
| 7              | Leilani Kai         | Itsuki Yamazaki     | Pinfall após um Flying Crossbody           | 19:00               |                     |
| 8              | Judy Martin         | Noriyo Tateno       | Pinfall após uma Flying Sitout Clothesline | 20:00               |                     |
| Sobreviventes: | Jumping Bomb Angels | Jumping Bomb Angels | Jumping Bomb Angels                        | Jumping Bomb Angels | Jumping Bomb Angels |

↑3 
| Eliminação     | Lutador                             | Eliminado por                  | Modo de eliminação                                                                          | Tempo                         |                               |
| -------------- | ----------------------------------- | ------------------------------ | ------------------------------------------------------------------------------------------- | ----------------------------- | ----------------------------- |
| 1              | Boris Zhukov (Bolsheviks)           | Tito Santana (Strike Force)    | Pinfall após um Flying Forearm                                                              | 01:30                         |                               |
| 2              | Jacques Rougeau (Fabulous Rougeaus) | Ax (Demolition)                | Pinfall após Jacques errar um Diving Crossbody                                              | 06:00                         |                               |
| 3              | Smash (Demolition)                  | N/A                            | Desqualificação após bater no árbitro                                                       | 09:00                         |                               |
| 4              | Tito Santana (Strike Force)         | Jim Neidhart (Hart Foundation) | Pinfall após Hart quebrar uma tentativa de pinfall                                          | 12:00                         |                               |
| 5              | Dynamite Kid (British Bulldogs)     | Haku (Islanders)               | Pinfall após um chute de Savate                                                             | 20:00                         |                               |
| 6              | Greg Valentine (Dream Team)         | Paul Roma (Young Stallions)    | Pinfall após um Diving Sunset Flip                                                          | 24:00                         |                               |
| 7              | Bret Hart (Hart Foundation)         | Jim Brunzell (Killer Bees)     | Pinfall após Tama nocautear Brunzell, que segurava Hart em seus braços, e rolá-lo em um pin | 31:00                         |                               |
| 8              | Tama (Islanders)                    | B. Brian Blair (Killer Bees)   | Pinfall após um Sunset Flip                                                                 | 37:00                         |                               |
| Sobreviventes: | Killer Bees e Young Stallions       | Killer Bees e Young Stallions  | Killer Bees e Young Stallions                                                               | Killer Bees e Young Stallions | Killer Bees e Young Stallions |

↑4 
| Eliminação    | Lutador         | Eliminado por   | Modo de eliminação                                       | Tempo           |                 |
| ------------- | --------------- | --------------- | -------------------------------------------------------- | --------------- | --------------- |
| 1             | Butch Reed      | Hulk Hogan      | Pinfall após um leg drop                                 | 03:00           |                 |
| 2             | Ken Patera      | One Man Gang    | Pinfall após uma Flying Clothesline                      | 08:00           |                 |
| 3             | Paul Orndorff   | Rick Rude       | Pinfall após interferência de Bundy                      | 10:00           |                 |
| 4             | Rick Rude       | Don Muraco      | Pinfall após um powerslam                                | 11:00           |                 |
| 5             | Don Muraco      | One Man Gang    | Pinfall após um 747 Splash                               | 13:00           |                 |
| 6             | Hulk Hogan      | N/A             | Contagem após Bundy e Gang impedi-lo de voltar ao ringue | 16:00           |                 |
| 7             | King Kong Bundy | Bam Bam Bigelow | Pinfall após um Slingshot                                | 18:00           |                 |
| 8             | One Man Gang    | Bam Bam Bigelow | Pinfall após One Man Gang errar um 747 Splash            | 21:00           |                 |
| 9             | Bam Bam Bigelow | André the Giant | Pinfall após um Butterfly Suplex                         | 22:00           |                 |
| Sobrevivente: | André the Giant | André the Giant | André the Giant                                          | André the Giant | André the Giant |

## Outras aparências
| Comentadores - Gorilla Monsoon - Jesse Ventura Entrevistadores - Greg DeGeorge - Gene Okerlund Apresentador de ringue - Howard Finkel | Árbitros - Dave Hebner - Earl Hebner - Jim Korderas - Joey Marella |